# جيسي غرايمز
جيسي غرايمز (بالإنجليزية: Jesse Grimes)‏ هو سياسي أمريكي، ولد في 1788، وتوفي في 1866. انتخب عضو مجلس نواب تكساس وانتخب عضو مجلس ولاية تكساس.